# Drongo d'Aldabra
El drongo d'Aldabra (Dicrurus aldabranus) és un ocell de la família dels dicrúrids (Dicruridae).
Habita boscos i vegetació secundària de les illes d'Aldabra.